# البويضة الشرقية
البويضة الشرقية قرية من قرى مركز القصير التابعة لمنطقة القصير في محافظة حمص. تقع جنوب مدينة حمص.
البويضة الشرقية هي إحدى قرى ريف حمص الجنوبي. تقع جنوب غرب حمص وشمال القصير، تبعد عن حمص حوالي 18 كيلومتر، وعن مركز مدينة القصير حوالي 13 كيلومتر وعن بلدة قطينة حوالي 4 كيلومتر.
تعدّ من أكبر قرى ريف حمص الجنوبي ويبلغ عدد سكانها تقديريا أكثر من 7000 نسمة وجميعهم يدينون بالإسلام. يوجد فيها مسجدان: مسجد الفاروق (الشمالي) ومسجد الرحمن (القبلي أو الجنوبي). يعمل سكانها بالزراعة إلى جانب وظائفهم في الدولة. تشتهر بزراعة أشجار اللوز والزيتون بشكل أساسي إلى جانب بعض المحاصيل الصيفية كالبطاطا والقرع والقمح والشعير، وتعتمد على الزراعة البعلية بشكل أساسي لبعدها عن نهر العاصي وقلة المياه الجوفية فيها. سكانها هم من عائلات بكار وصطوف (أكبر عائلتين فيها) والطالب ورضوان والحولاني وحمزة والياسين وكرزون وحمود.